# Discotrema monogrammum
Discotrema monogrammum is een straalvinnige vissensoort uit de familie van schildvissen (Gobiesocidae). De wetenschappelijke naam van de soort is voor het eerst geldig gepubliceerd in 2008 door Craig & Randall.